# Natal'ja Timakova
Natal'ja Aleksandrovna Timakova (in russo Наталья Александровна Тимакова?; Alma Ata, 12 aprile 1975) è una giornalista russa, dal 2008 al 2018 portavoce del Primo Ministro della Russia Dmitrij Medvedev. Ha il grado civile di Consigliere di Stato effettivo della Federazione Russa di 1ª classe.

## Biografia
Nata nell'aprile 1975 ad Alma Ata nella SSR kazaka (ora Almaty), Kazakistan), Timakova si è laureata alla Facoltà di Filosofia dell'Università statale di Mosca nel 1998.
Timakova ha iniziato a lavorare come giornalista nel 1995, mentre studiava a Mosca, per Moskovskij Komsomolec. Nel 1996, Timakova ha fatto parte del corpo di giornalisti presidenziali che ha seguito la campagna elettorale del primo presidente russo Boris El'cin per le elezioni presidenziali del 1996. Nel 1997, Timakova è stata giornalista e poi corrispondente politico senior presso Kommersant e ha lavorato per la casa editrice fino al 1999. Nel 1999, è stata corrispondente politica per Interfax.

### Servizio governativo
Nel 1999, Timakova è stata nominata vice capo del dipartimento di informazione del governo del governo russo, fino a quando è diventata nel 2000 vice capo dell'ufficio stampa e informazione presidenziale e dal 2001 primo vice capo dello stesso ufficio. Il 4 novembre 2002 è stata nominata dal presidente russo Vladimir Putin primo vice addetto stampa del presidente e capo dell'ufficio stampa e informazione presidenziale.
Il 13 maggio 2008, Timakova è stata nominata dal nuovo presidente Dmitrij Medvedev alla carica di addetto stampa del presidente russo. Timakova era un membro centrale dell'amministrazione presidenziale di Medvedev, ed è stata considerata dall'Agenzia per le comunicazioni politiche ed economiche nel 2011 la 44a figura più potente e la terza donna più potente, nella politica russa, dopo Tat'jana Golikova e Ėl'vira Nabiullina.
Il 22 maggio 2012 è diventata Portavoce del Primo Ministro.
Dopo aver lasciato il servizio governativo, è stata nominata vicepresidente della società di sviluppo statale VEB.RF.  Nel novembre 2021, Timakova faceva parte del consiglio di esperti dell'Agenzia per le iniziative strategiche.

## Vita privata
È sposata con il giornalista Aleksandr Budberg, presidente del comitato esecutivo del consiglio di amministrazione del balletto del Teatro Bol'šoj.